# Luis Casado Oliver
Luis Casado Oliver (Tudela; 21 de agosto de 1963) es un político español que milita en Unión del Pueblo Navarro. Fue alcalde de Tudela desde 2003 hasta 2015 y diputado foral en las legislaturas VI (2003-2007) y IX (2015-2019).

## Biografía
Luis Casado Oliver nació el 21 de agosto de 1963 en la localidad navarra de Tudela. Se diplomó de Empresariales en la Universidad de Zaragoza. Trabajó en la administración de lotería de Tudela.
En 1984 se afilió a Unión del Pueblo Navarro.
Para las elecciones municipales en Tudela de 1991, acudió en la lista de UPN, consiguiendo una concejalía en el Ayuntamiento presidido por José Antonio Pérez Sola (PSN-PSOE), que revalidó su cargo de alcalde que ejercía desde las anteriores elecciones de 1987.
En las siguientes elecciones de 1995 y 1999 estuvo presente en la lista de UPN, revalidando en dos ocasiones su puesto de concejal, aunque en estas ocasiones como miembro del grupo de gobierno del consistorio.
En las elecciones municipales de 2003, ocupó el puesto de candidato a la alcaldía en lugar de su compañero de partido Luis Campoy Zueco, que ejercía de alcalde de Tudela desde las elecciones de 1995.
Tras la mayoría absoluta de UPN en los comicios, que obtuvo un 52,66 % de los votos consiguiendo 12 de los 21 concejales, se invistió un alcalde de UPN por tercera vez consecutiva, siendo la primera de Luis Casado tras dos alcaldías consecutivas de Campoy Zueco.
Igualmente, Casado había estado en la candidatura de UPN para las elecciones al Parlamento de Navarra de 2003 en las que UPN consiguió 23 de los 50 escaños en juego. Como Casado ocupaba la novena plaza, fue electo diputado foral para la VI legislatura de Navarra.
Sería reelegido como alcalde de Tudela en las elecciones municipales de 2007 (mayoría absoluta de UPN) y 2011 (mayoría simple de UPN y coalición con el PPN), cumpliendo los tres periodos legislativos completos y siendo alcalde de la localidad durante 12 años consecutivos tras haber sido concejal los anteriores 12.
En su condición de alcalde, fue parte de la comisión de control de la Caja de Ahorros de Navarra, recibiendo dietas como las que más tarde comenzarían el caso de las dietas de la CAN en la VIII legislatura.
En 2014, tras un congreso de UPN en el que Casado apoyó a Alberto Catalán frente a Yolanda Barcina que finalmente ganó, anunció que no se presentaría a la reelección como alcalde de Tudela en las elecciones municipales de 2015 en Navarra, porque «es tiempo de cambio porque los ciudadanos lo están pidiendo». UPN presentaría como candidata a Mariví Castillo Floristán para la alcaldía de Tudela.
A diferencia del ayuntamiento de Tudela, Casado sí se presentó en 2015 a las elecciones forales para ocupar nuevamente un escaño en el Parlamento de Navarra como ya hiciera entre 2003 y 2007. Ocupó el 14.º lugar en lista de UPN al hemiciclo que gracias a los 15 escaños que UPN pudo mantener en los comicios, le bastaron a Casado para volver a ser diputado foral en la IX legislatura de Navarra.
Para las elecciones forales de 2019, UPN pactó una coalición electoral con el Partido Popular de Navarra y la sección territorial de Ciudadanos llamada Navarra Suma (NA+). Casado acudió en las lista de NA+ al Parlamento en el 29.º puesto. Dado que la coalición sólo pudo amasar 20 escaños, Casado no pudo revalidar su acta de diputado, quedando fuera del hemiciclo para la X legislatura.

## Enlaces exxternos
- Ficha de Luis Casado Oliver en el Ayuntamiento de Tudela.
- Ficha de Luis Casado Oliver en el Parlamento de Navarra.

- Datos: Q12262664